# Jean Stablinski
Jean Stablewski, dito Jean Stablinski (nascido em 21 de maio de 1932  em  Thun-Saint-Amand, Nord - falecido em 22 de julho de 2007) é um corredor ciclista francês de origem polaca, que fez uma brilhante carreira de 1952 a 1968, conseguindo ao total 106 vitórias profissionais. Foi laureado por quatro títulos de Campeão da França em estrada (1960, 1962, 1963, 1964), um título de campeão do mundo em estrada (1962), uma vitória ao Volta a Espanha de 1958 e durante clássicos como o Grande Prêmio de Frankfurt, Paris-Bruxelas e o Amstel Gold Race. Foi um fiel colega de Jacques Anquetil, que foi o chefe de fileiras de estrada.

## Biografia

### Juventude e carreira aficionada
O pai de Jean Stablewski, Martin Stablewski, em 1924, sai da Polónia e instalou-se na França à idade de 25 anos. Trabalhou na Zinguerie franco-belga de Thun-Saint-Amand, no departamento do Norte. O seus quatro primeiros meninos, nascidos na Polónia, e a sua mulher apanham-no mais tarde. Pouco depois do nascimento de um quinto menino, em 1926, a esposa de Martin Stablewski morre. Durante uma estadia da sua família na Polónia, encontra Pélagia que torna-se a sua mulher e se instala com ele na França. A sua menina Jean Stablewski nasce em 21 de maio de 1932 em Thun-Saint-Amand. Martin Stablewski morre em 13 de junho de 1940, atropelado por um camião alemão enquanto uma patrulha controla os seus papéis. Dois irmãos de Jean Stablewski estão feitos prisioneiros e detidos na Alemanha. Um terceiro compromete-se na Tolerância depois no exército estadounidense e participa na libertação de Alsácia. Parte depois para Grã-Bretanha e aos Estados Unidos. Ao sair da guerra, Jean é o único a permanecer com a sua mãe. Em 1946, aos 14 anos, está obrigado de abandonar a escola para trabalhar na zinguerie, e depois sente a falta da casa da família que ser-les-ia retomada.  É naturalizado francês em 1948.  Em 1949, encontra para a sua mãe um novo marido, que depois em 1954 tem uma filha chamada Génia.  O seu filho, Jacques Stablinski, nasce em 1956, e resulta igualmente ciclista. É campeão da França aficionado em 1975, depois corredor ciclista profissional para Fiat e Puch Campagnolo Sem.
Para completar os seus rendimentos, para a idade de 15 anos, Jean Stablewski toca o acordeão nos bailes. A Harmonia de  Lecelles, faz o conhecimento de um ciclista nomeado Masséra e descobre o seu desporto. Apesar da oposição da sua mãe, compra uma bicicleta de carreira. Em 1 de maio de 1947, participa na sua primeira carreira, em Vicoigne, para perto de  Raismes, e termina décimo primeiro. Vence depois três carreiras depois da sua mãe lhe proibir de correr. Para convencê-la de deixá-lo praticar o ciclismo, regressa mais atrasado uma tarde, ébria e fumando um cigarro. É convindo de modo que prenderá de sair a tarde mas poderá consagrar a sua paixão.
Membro dos Écureuils de  Saint-Amand-les-Eaux em 1948, Jean Stablewski está perto ao lado de Elie Marsy, um dos melhores corredores da região e futuro profissional.. Evolui no ano seguinte em frente a corredores mais experimentadosvgbsd, como Gabriel Dubois. Em 1950, abandona a zinguerie de Thun-Saint-Amand e trabalha durante três mês na mina, em  Bellaing. É nesta época que começa a entever a possibilidade de fazer carreira no ciclismo. Membro do Pedal Thunoise, consegue em maio o grande Prêmio Leonide Lekieffre. Um jornalista de La Voix des sports [fr] ele previa então uma « brilhante carreira » e o nomeia em seu artigo « Jean Stablinski ». Este nome ficará empregado durante a sua carreira. Inscreve-se na escola do edifício de Hérin para resultar cofrista-cimenteiro. Primeiro de sua promoção, está contratado a Valenciennes pelos Estabelecimentos Fortier

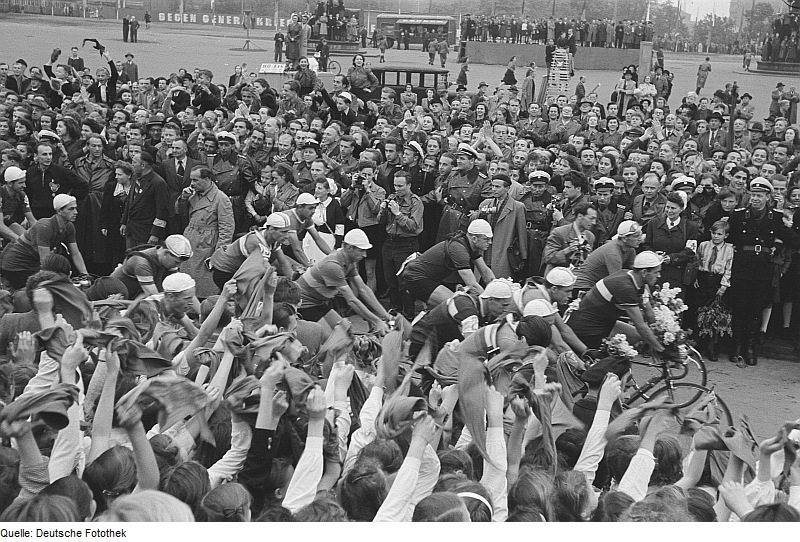
A Corrida da Paz de 1952 em Leipzig

Em 1952, Jean Stablinski está próximo do cônsul da Polónia em Lille com o fim de que participar na Corrida da Paz, prova farol do ciclismo aficionado cujos organizadores desejam fazer competir uma equipa de ciclistas do norte da França e de origem polaca. Aceita e devolve-se à saída da corrida em Varsóvia com quatro outros corredores regionais. Ganha a terceira etapa em Katowice com um minuto de antemão ao pelotão, após uma escapada solitária durante os trinta últimos quilómetros. Resulta o primeiro francês a vestir a camisola de líder desta carreira. Perde-a durante a sétima etapa. Em Plzeň, na República Checa, consegue a décima etapa. E no dia seguinte, perde a suas sortes de se impor à classificação geral : uma roda da sua bicicleta rompe-se e, não contando mais que um jogador aos seus lados, por trás do qual se encontra o seu director desportivo, perde do tempo. Termina ao terceiro lugar desta Carreira da Paz, por trás de Ian Steel e Jan Veselý. Dirá quinze anos mais tarde desta carreira que é a sua « melhor lembrança ciclista ».. Em julho, disputa o Volta da Bélgica independentes. Considerado como um dos favoritos, acaba ao terceiro lugar e consegue o grande Prêmio da montanha e duas etapas. O seus resultados na Bélgica e durante a Carreira da Paz permitem a Jean Stablinski de estar fichado por Raymond Louviot, dirigente da equipa Gitane-Hutchinson, que faz assinar um contrato ao mês de agosto.

### Carreira profissional

#### Primeira anos
Jean Stablinski resulta ciclista profissional em setembro  de  1952. Em outubro, durante a sua primeira carreira de entidade, Paris-Tours, escapa-se só durante uma vintena de quilómetros e termina no trigésima lugar, no grupo de cabeça. Começa o seu serviço militar na França no 452.º Grupo de artilharia antiaérea em Verdun. Em 1953, toma uma licença de independente.  nos Écureuils amandineses, o que permite participar em carreiras para aficionadas ou profissionais durante as suas licenças. Resulta assim campeão da sexta região militar. Em junho, toma parte no Critérium du Dauphiné libéré, que abandona durante a antepenúltima etapa, com o fim de ir disputar o campeonato da França militares em Montpellier. Consegue-o com mais de seis minutos de antemão, que têm efectuado só aos 90 últimos quilómetros. Ele veste o seu primeiro maillot tricolore de campeão da França. Graças a esta vitória, ele resulta mais fácil de se libertar para se treinar e disputar carreiras. Assim ao princípio do mês de agosto, é vencedor de etapa e terceiro na classificação geral da Volta Manchega, carreira por etapas de nível regional conseguido por Jacques Anquetil. É o primeiro encontro de Stablinski com este corredor, ainda pouco conhecido e qual resultará um jogador fiel e um amigo. Disputa depois o Volta do Oeste, onde ganha ainda uma etapa. Em setembro, é sétimo de Bordéus-Paris, carreira maior cujo comprimento é reputado de favorecer os corredores experimentados.
Jean Stablinski termina o seu serviço militar em abril de 1954 e pode desde então reintegrar a equipa Gitane. Com o número de outro corredor, espera poder participar no Tour de France. Este é disputado então por equipas nacionais e regionais e os corredores são seleccionados pelos organizadores da carreira. Stablinski participa em junho no Critério do Dauphiné, na Tour du Nord, depois consegue a Paris-Bourges, « a sua primeira vitória de envergadura ». Obtém graças a ela a sua inclusão na selecção na equipa Nordeste-Centro do Tour de France, aos lados sobretudo de Gilbert Bauvin, Roger Hassenforder, e Gilbert Scodeller, o seu amigo. Durando esta Volta, o primeiro a tomar a sua saída ao estrangeiro, em Amsterdã, classifica-se duas vez terceiro nas etapas, em Baiona e Toulouse. Abandona durante a penúltima etapa por causa de dores no estômago. Em setembro, é décimo segundo do Grande Prêmio das Nações que Anquetil vence pela segunda vez.
A começos de ano 1955, Stablinski alinha-se nas carreiras disputadas na costa mediterrânea e destinada a preparar a temporada. É quarto do Grande Prêmio do Eco da Argélia e oitavo do Grande Prêmio do Eco de Orã. Na primavera, participa na Flecha Valona (17.º), a Liège-Bastogne-Liège (20.º), ao Tour de Picardie (6.º). Começa a poder esperar um lugar na equipa da França da Volta. O seu sétimo lugar ao Volta do Sudeste em maio não é  ainda suficiente para que Marcel Bidot, seleccionador, concede uma dos dois últimos lugares que ele fica a atribuir. Este último está convencido pela vitória de Stablinski durante Paris-Valenciennes, na suas estradas de treinamento. O director técnico da equipa do Nordeste-Centro Sauveur Ducazeaux deseja igualmente tê-lo com ele, e é finalmente nesta equipa que Stablinski disputa o seu segundo Tour de France, sempre com Bauvin, Scodeller, Hassenforder, bem como Roger Walkowiak. Classifica-se quarto na etapa em Thonon-les-Bains e sétimo em Poitiers, e termina esta Volta no 35.º posto. Entre o decorrer desta carreira, participa nos critériums e consegue vários. Nesta edição está aproximado mais tarde por Raymond Louviot após um décimo segundo lugar decepcionante no Grande Prêmio das Nações, novamente dominado por Anquetil. Termina esta temporada com um 18.º posto durante a Paris-Tours.
Stablinski muda de equipa em 1956 e apanha a Essor-Leroux-Hutchinson, cujo é igualmente membro Jean Robic, antigo vencedor do Tour de France. Após uma vitória no Critérium de Argel e um décimo lugar no Critérium Nacional, é está confiante quando participa na Paris-Roubaix ao princípio do mês de abril. Toma não obstante o 52.º posto. Pretendendo novamente uma participação no Tour de France, consegue em maio a Volta do Sudeste, ganhando duas etapas entre eles um contrarrelógio. Uma semana mais tarde, é sexto de Bordéus-Paris. Enquanto entra na sua selecção em equipa da França para o Tour, é chamado novamente a servir o exército francês e parte para Marrocos. Fica até novembro, que se vê conceder uma licença em agosto para o nascimento dos seus filhos Jacques.

#### Primeiro ano aos lados de Jacques Anquetil
O começo de ano de 1957 é decepcionante para Jean Stablinski com respeito aos seus resultados pessoais. Obtém o seu primeiro lugar na um pódio em maio, aos Quatro Dias de Dunquerque, onde é terceiro. O seu trabalho de colega e sua vitória de etapa à Volta do Sudeste ele permitem estar seleccionado em equipa nacional para o Tour de France. Vence depois o Tour de l'Oise em junho. No Tour de France, o líder da equipa de France está Jacques Anquetil, cujo é a primeira participação. A equipa assegura a vitória de Anquetil e atropela a carreira que ganha indigne a classificação por pontos por Jeans Florestais, a classificação por equipas, e 13 das 22 etapas. « Jogador Modelo » que « organiza a carreira » da equipa, Jean Stablinski ganha a duodécima etapa. Está escapado com Henry Anglade, que ele relaxa no monte Faron, e chega a Marselha com doze minutos de antemão ao segundo. Termina esta Volta no 43.º posto da classificação geral. A suas temporadas oferecem-lhe numerosos convites para critérios depois do Tour. Vence sete.
Apesar da sua forma do momento, não se vê atribuir que uma posição para substituto na equipa da França para o campeonato do mundo em estrada em Waregem, na Bélgica, ao grande dam de Anquetil e de Marcel Bidot para os quais Stablinski teria sido precioso tanto num papel de colega e para eventualmente disputar a vitória. Este campeonato foi conseguido pelo Belga Rik Van Steenbergen ante os franceses Louison Bobet e André Darrigade.

#### 1958: vitória na Volta a Espanha
Atormentado por dores consecutivas por causa de uma queda, Stablinski conhece um difícil começo de ano em 1958. Obtém no entanto o décimo lugar da Milão-Sanremo. No decorrer da Paris-Roubaix, então ajuda Jacques Anquetil antes de abandonar e de ver este último fracassar por causa de uma avaria, é chamada a atenção uma grande decepção. Apesar deste início de temporada, graças à desistência de Jeans Forestier faz parte da equipa da França que parte para disputar a Volta a Espanha no fim de abril, sob a direcção de Georges Speicher. Durante a quarta etapa, chega a Barcelona num grupo de escapados, o que permite tomar o primeiro lugar da classificação geral. No dia seguinte, consegue com os seus colegas a contrarrelógio por equipas. Cede não obstante a camisola amarela no dia seguinte ao belga Daan De Groot. Outro belga, Rik Van Looy, vencedor de cinco etapas desta Volta, ocupa depois o primeiro lugar. « Fustigado pelos espanhóis », abandona durante a décima segunda etapa, o que permite a Stablinski, vencedor entretempos de uma etapa, de retomar a camisola amarela. Stablinski beneficia da desentendimento que passa nas fileiras da equipa da Espanha, dividida pela rivalidade entre Jesús Loroño e Federico Bahamontes, a tal ponto que Luis Puig renuncia de dirigir os seus corredores. Apenas uma queda causada por um cão durante a última etapa põe temporariamente em perigo a vitória de Stablinski. A equipa da França permite que ele volte ao pelotão e de conseguir esta Volta, com para perto de três minutos de antemão ao italiano Pasquale Fornara e três minutos a Jesús Manzaneque. Apesar deste sucesso de renome, não pode disputar o campeonato da França, porque a participação está condicionada pela obtenção de pontos durante carreiras francesas. Em julho, toma parte no Tour de France numa equipa da França que fracassa desta vez. O seu melhor corredor é Louison Bobet, sétimo na classificação geral, enquanto Raphaël Géminiani, que Jacques Anquetil não queria, é terceiro. Anquetil abandona em final do Tour, enquanto a vitória é adquirida já ao luxemburguês Charly Gaul. As cinco vitórias de etapas de Darrigade são a única satisfação dos franceses. Stablinski é pela sua vez triste de ter visto os seus colegas participar na perseguição de um grupo de escapados no qual figurava. Novamente ausente da selecção francesa para o campeonato do mundo, ele fractura uma clavícula durante um critério em Espanha. Retoma a competição em setembro e participa em novembro com Gilbert Scodeller nos últimos Seis Dias de Paris disputados no Velódromo de Inverno. Classificam-se décimo terceiros.

#### 1959-1960: primeiro título de campeão da França após um ano difícil
Em 1959 o primeiro resultado satisfatório de Jean Stablinski intervém durante o Critérium Nacional, onde toma o nono lugar. É depois terceiro da primeira edição do grande Prêmio de Denain. Ambicioso durante Paris-Roubaix, termina no 38.º posto. No mês seguinte, endossa o papel de colega de Anquetil. Ele o ajuda a ganhar as Quatro Dias de Dunquerque, depois o acompanha no Giro d'Italia. Anquetil termina segundo, a mais de seis minutos de Charly Gaul que domina a carreira e tira o seu segundo Giro. No Tour de France, a equipa da França é desta vez desorganizada pela rivalidade entre Roger Rivière e Anquetil. Segundo da oitava etapa em Bordéus, Stablinski é eliminado à saída da terceira etapa, porque chega num grupo fora de tempo após ter dado sua roda a Géminiani para o desamparar. Anquetil acaba terceiro e Rivière quarto desta Volta conseguida por Bahamontes. No decorrer da Volta, Stablinski ganha quatro critérios, é ausente do campeonato do mundo e classifica-se quarto do grande Prêmio de Orchies. À saída deste o ano que tem encontrado está difícil, Stablinski sonha a abandonar o ciclismo e a abrir um café com Elie Marsy, mas decide de prosseguir a sua carreira.
Aborda no ano 1960 com a intenção de correr com mais frequência para forrar o seu palmarés. Quarto da Giro di Sardegna e décimo sexto da Paris-Nice, consegue a Nice-Génova ao finalizar no mês de março, com a ajuda do sua colega irlandês Seamus Elliott, segundo da carreira. Sempre ambicioso durante Paris-Roubaix, tem que abandonar após duas quedas. Em maio, os Quatro Dias de Dunquerque apresentam uma etapa contrarrelógio mais curta que nos anos precedentes, o que assenta melhor às características de Jean Stablinski. Ganha a primeira etapa e termina no segundo lugar, por trás de Joseph Planckaert, «bem rodeado do seu guarda flandria».  Volta depois à Itália onde ajuda Jacques Anquetil a tornar-se o primeiro francês laureado do Giro, ante a Gastone Nencini e Charly Gaul. Stablinski adjudica a trigésima etapa em Milão. Aproveita a presença no mesmo grupo de escapados de André Darrigade : ataca só a três quilómetros da chegada e ninguém se lança na sua perseguição, temendo de favorecer Darrigade. Em junho, toma parte em Reims no campeonato da França em estrada, onde o seu colega Jean Graczyk é considerado como o favorito. Figurando no grupo de cabeças, Stablinski escapa-se ao início da última volta do circuito, ainda a uma vintena de quilómetros da chegada, e não é apanhado. Obtém o seu primeiro título de campeão da França ante Louis Rostollan e André Darrigade. Após este sucesso, o seu lugar na equipa da França está garantido. Deve no entanto renunciar ao Tour de France : sofre de uma induração, aparecida à mais de dois anos temporã e não-curada, e onde o tratamento precisa a partir de então uma paragem de várias semanas. Retoma a competição ao finalizar no mês de julho disputando alguns critérios depois o campeonato do mundo em estrada, em Sachsenring, em Saxônia. Toma o décimo quarto lugar, enquanto Darrigade é segundo da carreira liderada por Rik Van Looy. Vence depois o Grande Prêmio de Orchies, organizado pelo patrão da sua equipa, Robert Leroux, avançando três dos suas colegas. Em final de temporada, considera a participar na Paris-Brest-Paris, corrida disputada todos os dez anos desde 1891. Não tem no entanto lugar e já não será organizada. Stablinski acaba a sua temporada com uma ferida no ombro contraída durante a única edição dos Seis Dias de Lille, organizados sem sucessos por Jean Leulliot.

#### 1961: segundo Tour de France de Jacques Anquetil
A começos de ano de 1961, Jean Stablinski participa na Giro di Sardegna, depois é fica ao lado de Jacques Anquetil durante a sua vitória na Paris-Nice. O seu primeiro objectivo do ano, o Critérium Nacional, é ganhado igualmente por Anquetil. Em abril, é 21.º da Paris-Roubaix. Consegue depois a Volta Roquevairoises, uma etapa da Tour de Var e dos Quatro Dias de Dunquerque depois parte para Turim para disputar o Giro, onde Anquetil é considerado como o favorito. Este último termina no entanto no segundo lugar, seguido de cerca de quatro minutos pelo italiano Arnaldo Pambianco. Vencedor de uma contrarrelógio em Bari e portador do maillot rosa durante quatro dias, perde esta Giro d'Italia durante a penúltima etapa, em Bormio, após a passagem do col do Stelvio. Jean Stablinski termina na 82.º posto.  e carece por pouco de levar a oitava etapa em Tarento, onde está batido pelo neerlandês Piet van Est  No campeonato da França, no circuito de Rouen-les-Essarts, Stablinski fica em cabeça da carreira com Claude Colette quando caem a uma quarentena de quilómetros da chegada. Enquanto Colette abandona, Stablinski é atingido por um grupo de corredores. Quando Raymond Poulidor ataca, só Stablinski chega a seguir. Perde não obstante o seu título de campeão da França em benefício de Poulidor, que tinha começado a sua carreira profissional no ano precedente.
Em julho, Jean Stablinski participa no Tour de France com a equipa da França. Este atropela a competição. Anquetil ganha a sua segunda Tour tomando a camisola amarela durante a segunda porção da primeira etapa, para a guardar até ao final da prova. Vence duas etapas contrarrelógio, e o resto da equipa sete, onde quatro por André Darrigade, vencedor da classificação por pontos. A equipa ganha igualmente o challenge das equipas. Stablinski, é eleito « corredor mais verdadeiro do Tour », impõe-se durante a sétima etapa em Chalon-sur-Saona e termina 42.º.
No campeonato do mundo em Berna, figura no grupo de escapados mas não pode impedir uma nova vitória do belga Rik Van Looy.

#### Campeão do mundo em estrada de 1962
Raphaël Géminiani, corredor até 1960, cria em 1962 uma nova equipa ciclista que dirige, Saint-Raphaël-Helyett-Hutchinson. Retoma uma parte dos corredores da equipa Saint-Raphaël-Géminiani e da equipa Helyett, com Stablinski, Anquetil, Graczyk, Elliott, Rostollan, e contrata os irmãos Willi e Rudi Altig. Após um começo de temporada difícil, marcado por uma Paris-Nice que nenhum dos seus corredores termina, a equipa parte ao finalizar no mês de abril para disputar a Volta a Espanha. Esta carreira é um sucesso. Seamus Elliott e Rudi Altig levam alternativamente a camisola amarela e a partir da segunda etapa, e este último impõe-se na classificação geral. A equipa ganha 13 das 17 etapas bem como a classificação por equipas. Anquetil não é no entanto muito satisfeito de ser eclipsado pela Altig e abandona antes da saída da última etapa. Jean Stablinski, vencedor de etapa em Valladolid, termina sexto da classificação geral. O campeonato da França disputado em Revel permite a Stablinski de encontrar a camisola tricolore perdida um ano mais temporão. Voltando à sua corrida num grupo de escapados em companhia de Joseph Groussard e Stéphane Lach, encontra-se só em cabeça na última volta de circuito em contra ataque de Anatole Novak e ganha o campeonato.
No Tour de France de 1962 é o primeiro desde 1929 a ser disputado por equipas de marcas, e não por equipas nacionais e regionais. O ambiente nas fileiras da equipa Saint-Raphaël-Helyett-Hutchinson se deteriora rapidamente : enquanto Anquetil, títular da geral, é líder da equipa, Rudi Altig adjudica-se a primeira etapa em Spa na Bélgica e toma a camisola amarela, que perde no dia seguinte. Impõe-se novamente em Amiens e leva novamente a camisola amarela durante três dias. Anquetil reafirma o seu estatudo de líder adjudicando a oitava etapa, um contrarrelógio, em La Rochelle. Toma a camisola amarela a dois dias da chegada, por motivo de um contrarrelógio em Lyon. Avança sobre Ercole Baldini em três minutos e Poulidor de cinco minutos. Vencedor final ante Joseph Planckaert e Poulidor, Anquetil é o terceiro corredor a conseguir o Tour de France uma terceira vez, após Philippe Thys e Louison Bobet. Stablinsk, trigésimo e sempre precioso jogador de Anquetil, ganha uma etapa no velódromo de Carcassonne. Saint-Raphaël-Helyett é primeira na classificação por equipas e Rudi Altig na classificação por pontos.
Com o fim de preparar o campeonato do mundo, Stablinski toma parte no Circuito das Três cidades sœurs, na Bélgica, que consegue. É considerado desde então como o um dos favoritos do campeonato, disputado em Salò na Itália, em 2 setembro  de . A 85 quilómetros da chegada, figura no grupo de cabeça, com o seu camarada de treinamento e amigo Seamus Elliott, Groussard, Hoevenaers, Wolfshohl. A 23 quilómetros do final, Stablinski escapa-se sozinho. Apesar de uma avaria, ganha a carreira. Elliott classifica-se segundo.
Após este sucesso, Stablinski é muito pedido pelos organizadores de critérios. Disputa igualmente Paris-Tours, onde é 21.º, e o Troféu Baracchi, contrarrelógio em dúo, onde é oitavo com Seamus Elliott. É presente nos Seis Dias de Bruxelas, equipa com Reginald Arnold. Em final de ano, ele descansa em Nova Caledônia, na companhia sobretudo de Anquetil e Graczyk, e disputa oito carreiras locais.

#### 1963-1964: duas últimas Voltas da França vitoriosas de Anquetil, e dois últimos títulos de campeão da França
A começos de ano de 1963, a Federação Francesa de Ciclismo solicita Jean Stablinski com o fim de que tome parte no campeonato do mundo de ciclocross. Esta participação não faz no entanto a unanimidade : o seleccionador nacional Robert Oubron não gosta sobretudo de ter que afastar um especialista do ciclocross em benefício de Stablinski. Este último declina finalmente a proposta da federação. Ajuda Anquetil a conseguir a Paris-Nice. Durante a Paris-Roubaix, perde toda a sorte de sucesso por causa de uma queda no Caouin. Findo abril, toma a saída da Paris-Bruxelas sem ambição, prevendo mesma de abandonar para perto do início. Faz no entanto caminho de um grupo de corredores que se escapam desde os primeiros quilómetros. Ao fim da carreira, o número de corredores em torno dele é reduzido. Só Tom Simpson resta com ele em cabeça da carreira após a costa de Marouset a 35 quilómetros da chegada. Simpson ataca a alguns quilómetros da chegada. Stablinski, que primeiramente « temporiza », volta e o ultrapassa na última costa. Obtém a sua primeira vitória com a camisola de campeão do mundo, bem como a primeira grande clássico internacional do seu palmarés.

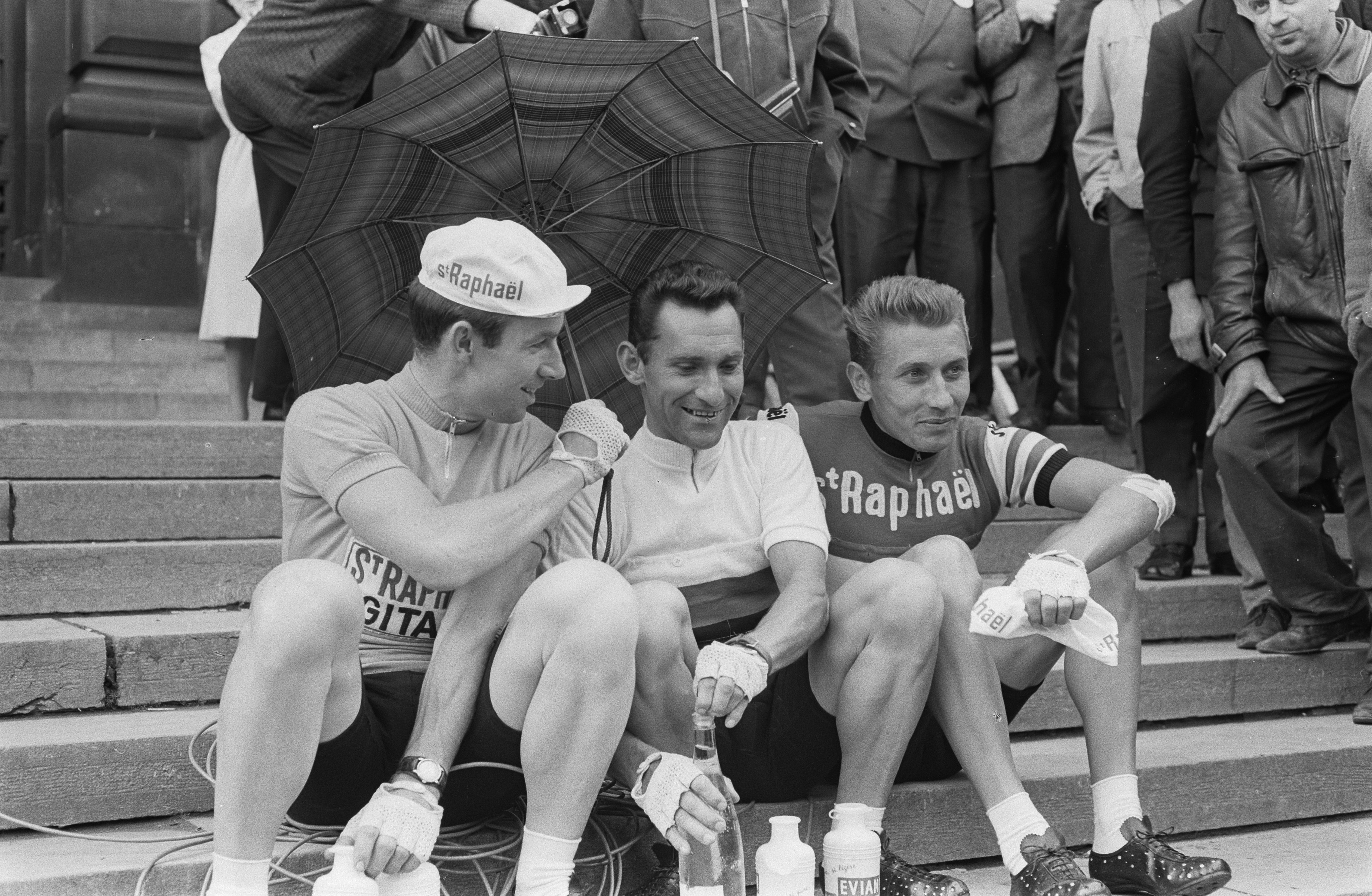
Seamus Elliott, Jean Stablinski e Jacques Anquetil, antes da saída do Tour de France de 1963

Entra imediatamente após este sucesso na Volta a Espanha, onde retoma o seu papel de jogador de Anquetil. Este ocupa o primeiro lugar da classificação geral desde o primeiro dia da carreira que ganha um contrarrelógio. Stablinski ganha uma etapa em Lleida, impedindo José Martín Colmenarejo, segundo da classificação geral, de adicionar o minuto de bonificação atribuída ao vencedor. Classifica-se nono desta Volta, que consegue Anquetil. Este resulta o primeiro corredor a conseguir as três Grandes Voltas nacionais (Volta a França, a Itália e a Espanha). Stablinski ganha depois o Tour de Haute-Loire, batendo o seu colega de escapada ao sprint, depois uma etapa do Critérium du Dauphiné libéré, batendo ao sprint Federico Bahamontes após ter feito relógio de qualidades de escalador inesperadas para seguir este último em montanha. No campeonato da França, no circuito dos Essarts-Rouen, Anquetil deseja disputar-lhe o título. Outro corredor da equipa Saint-Raphael, Louis Rostollan, é há muito tempo o único em cabeça. Depois é ultrapassado, depois atrasado a 18 km da chegada por Stablinski. Prosseguido por Anquetil e Ignolin, Stablinski obtém o seu terceiro título de campeão da França.
Com o fim de antever a eventual ausência de Anquetil, é um tempo considerado de dar a Stablinski um papel de líder no Tour de France. Anquetil decide finalmente de participar, e é no papel de jogador que Stablinski alinha. Classifica-se segundo da terceira etapa em Roubaix, onde Seamus Elliott se impõe e toma a camisola amarela. Abandona esta Volta durante a décima sexta etapa. Anquetil resulta o primeiro corredor a ganhar quatro Voltas a França.
Após um segundo lugar no Bol d'or dos Monédières, Stablinski parte para defender o seu título de campeão do mundo em Renaix, na Bélgica. Enquanto Rik Van Looy junta uma equipa da França forte mas não unida em torno de um líder, é ele mesmo batido por um dos colegas, Benoni Beheyt. Jean Stablinski é nono depois de lançado o sprint de Darrigade, quarto. em 27 outubro  de , cai durante um ciclocross em Fontenay-sous-Bois. Sofre múltiplas fracturas, e passa o inverno a restabelecer-se.
Jean Stablinski pena a obter bons resultados a começos de ano de 1964. O seu primeiro resultado satisfatório é em abril o sétimo lugar da Volta à Bélgica. Três dias mais tarde, faz parte do grupo de escapados que se vai disputar a vitória do Paris-Roubaix, mas é afastado por duas avarias. É sétimo desta edição, a mais rápida, conseguida pelo neerlandês Peter Post. Em maio, uma queda durante os Quatro Dias de Dunquerque causa uma entorse do ombro e uma fissura de um osso da boneca. Retoma a competição duas semanas mais tarde, no Grande Prêmio de Midi Livre, onde é segundo de etapa. Ao finalizar no mês, toma parte ao Bordéus-Paris, tendo para isso negado a acompanhar Anquetil no Giro d'Italia. A carreira está conseguida por Michel Nédélec, jovem corredor que os seus competidores têm deixado se escapar. Jean Stablinski é segundo.

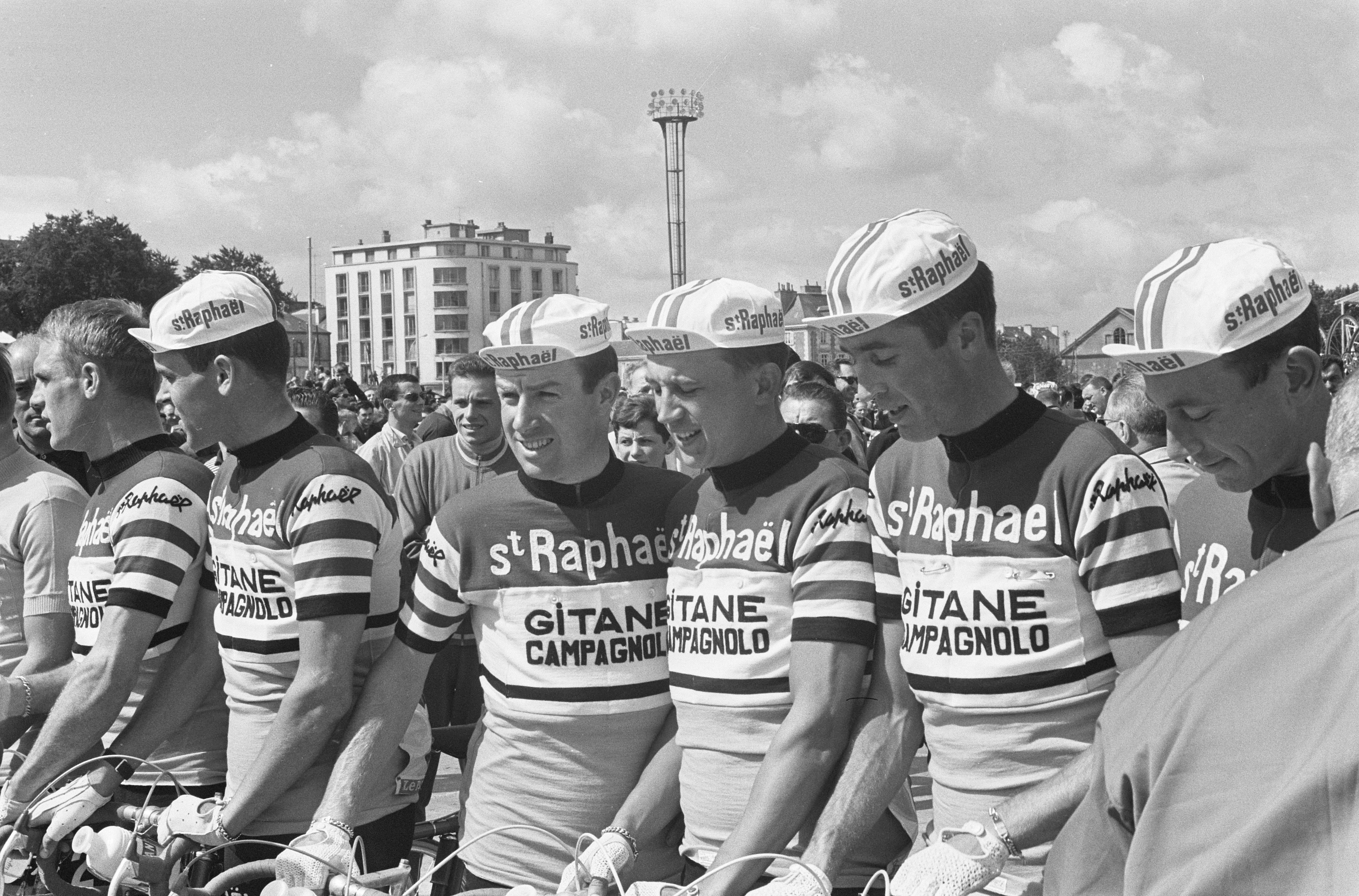
Uma parte da equipa Saint-Raphaël, durante o Tour de France de 1964

Em julho, Stablinski encontra-se à saída do Tour de France em Rennes. Acompanha novamente Anquetil, que foi o vencedor do Giro e tem para principal adversário Raymond Poulidor, laureado da Volta a Espanha. Anquetil toma a camisola amarela durante a 17.ª etapa, que consegue, e chega ao conservar ao Puy de Cúpula, ponto de origem da sua rivalidade com Poulidor. Jean Stablinski ganha no dia seguinte a etapa que chega em Orleães. Jacques Anquetil resulta o primeiro corredor a conseguir cinco Tour de France. É igualmente o segundo, após Fausto Coppi, a realizar durante uma temporada a dobradinha Giro-Tour de France.
Após este sucesso, Stablinski disputa dois critérios e consegue o Bol d'Or dos Monédières. O campeonato da França em estrada tem lugar em agosto em Châteaulin, na Bretanha. Espera conservar o seu título, novamente apesar das ambições de Anquetil. É à iniciativa de uma escapada de quatro corredores, a 44 km da chegada. Trazido pelo seu colega Michel Grain, avança ambos demais corredores, Georges Groussard e André Foucher e obtém assim o seu quarto título nacional. Em setembro, termina nono do campeonato do mundo em Sallanches, conseguido pelo neerlandés Jan Janssen. Em final de estação, ganha o Circuito das fronteiras em Templeuve na Bélgica.

#### 1965-1966: nos anos Ford
Em agosto  de  1964, o conselho de administração de Saint-Raphaël toma a decisão de não mais financiar a equipa ciclista. Raphaël Géminiani convence a Ford France de criar uma nova equipa, lançada em 1965. Retoma o essencial dos corredores de Saint-Raphaël. Depois em fevereiro, Jean Stablinski obtém a sua primeira vitória, o grande Prêmio Lazaridès em Rocheville. É depois trigésimo da Milão-Sanremo, conseguido pelo seu colega Den Hartog, e quinto do Critérium Nacional, ganhado por Anquetil. Este último é igualmente vencedor da Paris-Nice. Em abril, Stablinski impõe-se no Grande Prêmio de Frankfurt com um minuto e trinta segundos de antemão ao segundo, Frans Verbeeck, depois na Volta à Bélgica. É o primeiro francês a ganhar esta carreira desde Paul Duboc em 1909. Aborda assim a Paris-Roubaix em condições ideais : « Nunca a indistinta época tinha conhecido uma tal forma », diz-, enquanto Rik Van Looy afirma : « A boa roda, é aquela de Stablinski ». Joga não obstante uma nova vez de azar. Em Thumeries, uma avaria afasta-o da vitória. Termina décimo primeiro. Uma semana mais tarde, é quinto da Volta à Flandres. Em maio, toma parte a Bordéus-Paris. Desta vez, as suas ambições pessoais passam ao segundo plano, porque Raphaël Géminiani deseja que Anquetil realiza a dobradinha Critérium du Dauphiné-Bordéus-Paris. Ainda que considerado como o favorito da carreira, Stablinski enche o seu papel de jogador. Atinge François Mahé, escapado, depois o deixa e espera depois por Anquetil e Tom Simpson. Quando este último ataca, Stablinski o retoma trazendo Anquetil com ele. Ambos corredores da Ford France acabam por usar Simpson e o distanciar. Anquetil chega em primeiro ao Parc des Princes, seguido de Stablinski. Para Simpson, « ambos jogadores se valem mas é bem Stablinski que me bateu ».
Nem Stablinski nem Anquetil tomam parte no Tour de France. Jean Stablinski disputa critérios e ganha o circuito dos remparts em Boulogne-sur-Mer e o Grande Prêmio de Gippingen ma Suíça. Em agosto, ao campeonato da França em Pont-Réan,Henry Anglade impõe-se enquanto Stablinski classifica-se 14.º que se vê concorrido pelos seus próprios colegas, e cumpre com Anquetil que se emprega a fazer fracassar uma dos seus ataques. O entendimento nas fileiras da equipa está iniciada pelo começo da Paris-Luxemburgo, ao finalizar o mês. Enquanto Seamus Elliott ocupa o primeiro lugar da classificação geral, falta a escapada decisiva durante a última etapa. Stablinski, já vencedor na véspera, é presente e ganha a prova graças a isso, às custas de Elliott. O comportamento de Stablinoski é julgado severamente, entendido por Anquetil e Elliott, este último que diz « é do coração ». Só o director desportivo Louviot o defende, afirma ter-lhe pedido de rodar, o estimando mais seguro que o Elliott para obter a vitória. Nos campeonatos mundiais em Lasarte-Oria Lasarte na Espanha, a equipa da França decepciona. Stablinski, primeiro francês, termina décimo. Após uma vitória na Tour de Picardia, acompanha Anquetil na Itália. Classifica-se terceiro do Giro de Lombardia, Anquetil vence a sétima vez o Grande Prêmio de Lugano, uma corrida contrarrelógio. Juntos, conseguem um início em novembro do Troféu Baracchi, prova contrarrelógio em dúo.
Após uma preparação atrasada pela agendamentos, Jean Stablinski obtém a sua primeira vitória em 1966 durante a Volta de Sardenha, onde ganha uma etapa e ajuda Anquetil a impor à classificação geral. Participa depois na Génova-Nice, que consegue sobre Lucien Aimar, outro corredor da Ford. Em março, está novamente aos lados de Anquetil para o seu primeiro grande objectivo do ano, a Paris-Nice. O começo de carreira é da vantagem de Poulidor, que avança sobre Anquetil pela primeira vez. Este último, chega no entanto a levá-lo durante a última etapa. Na primavera, Stablinski conhece um novo falhanço durante o seu primeiro objectivo pessoal, a Paris-Roubaix, onde abandona.  Ao finalizar no mês de abril, consegue a primeira edição da Amstel Gold Race. Escapado com o seu colega Bernard Van De Kerckhove, ultrapassa-o ao termo de 302 quilómetros de corrida. Ajuda depois Anquetil a ganhar Liège-Bastogne-Liège, com para perto de cinco minutos de antemão ao segundo posto.
Ainda que deseja sempre acrescentar a Bordéus-Paris no seu palmarés, tem que renunciar nesse ano com o fim de ajudar Anquetil no Giro d'Italia. Perdendo três minutos durante a primeira etapa por causa de uma viragem frustrada, Anquetil compromete as suas sortes de vitória. Já não chega a se impor no contrarrelógio. A partir da 17.º etapa, abandona toda a esperança de sucesso. O seus jogadores alegram-se então de seguir a carreira para não gastarem as suas forças, com vistas ao Tour de France. Stablinski termina no 41.º posto, Anquetil e terçeiro, a mais de quatro minutos do vencedor Gianni Motta.
O Tour de France está anunciado como uma confrontação entre Anquetil e Poulidor, muito esperada desde a Paris-Nice, e na ausência dos melhores corredores italianos, como Felice Gimondi, campeão do título, e Gianni Motta. Durante a primeira etapa pirenaíca, em Pau, ambos favoritos parecem perder a Volta deixando um grupo de vinte corredores se escapar e chegar com nove minutos de antemão. Um colega de Stablinski e Anquetil, Lucien Aimar, tem sido no entanto localizado por Géminiani. E no dia seguinte, Anquetil e Poulidor sentem-se para animar a carreira e « desforar a classificação geral ». Em Vals-les-Bains, Poulidor avança Anquetil no contrarrelógio, vence com tempo em Vals-les-Oisans. Nos Alpes, Anquetil põe-se atrás em benefício de Lucien Aimar, que toma a camisola amarela em Turim, e se põe a seu serviço. Sofrendo de um começo de um congestionamento vascular, abandona o seu último Tour de France. Como o fez antes com Anquetil, Stablinski acompanha Aimar para a sua vitória neste Tour de France.
No campeonato da França ao finalizar no mês de agosto, Stablinski figura novamente entre os favoritos. A quatro quilómetros da chegada, só ao atacante, parece ter carreira vencida mas vê voltar dois corredores : o seu jogador Jean-Claude Theillière e André Foucher. Stablinski segue colado a Géminiani, pedindo-lhe para ajudar Theillière para que tome o segundo lugar. Não obstante este último que lança o sprint e acaba por se impor ante Stablinski, baralhado e decepcionado de estar assim privado do título por aquele ajudou a ganhar o Grande Prêmio de Midi Livre na primavera. O campeonato do mundo, em Nurburgring na Alemanha, é uma nova decepção. Quando Rudi Altig ataca a 500 metros da chegada, Anquetil e Poulidor observam e se alegram com os segundo e terceiro lugares. Jean Stablinski, que tem crido poder para o levar, é quinto. Após uma vitória no Grande Prêmio de Isbergues, apanha Anquetil na Itália, onde ele o ajuda a assegurar a sua vitória final no Super Prestige Pernod International, sem ganhar a corrida. No Troféu Baracchi, onde ele é favorito, abandonam enquanto ocupam o último lugar.

#### 1967: último ano com Anquetil na Bic e vitória de Roger Pingeon no Tour de France

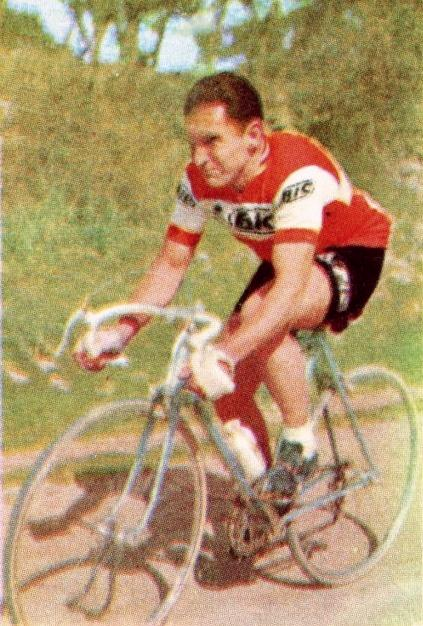
Jean Stablinski em 1967

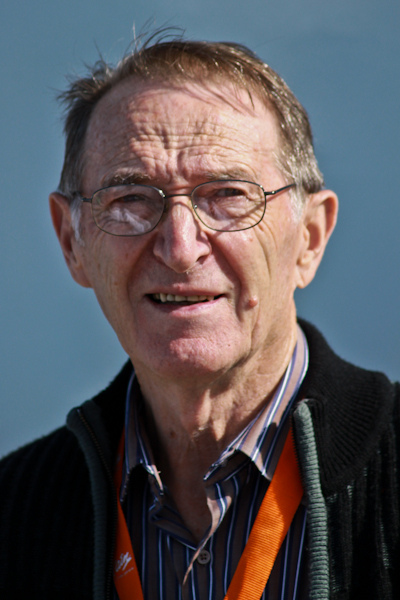
Roger Pingeon (em 2011) vece o Tour de France de 1967 graças à ajuda de Stablinski

A Ford France decide ao finalizar o ano de 1966 de pôr fim ao seu envolvimento no ciclismo para comprometer-se nas 24 Horas de Le Mans. Géminiani forma uma nova equipa com para patrocinador a sociedade BiC, e retomando treze dos vinte e sete corredores da Ford, incluíndo Stablinski, Anquetil, Aimar, Theillière, Graczyk, Julio Jiménez, o neerlandês Arie den Hartog. Após uma preparação atrasada por uma operação da vias nasais, Jean Stablinski conhece um começo de temporada difícil. Após vários abandonos (Paris-Nice, Critérium nacional, Volta à Bélgica), aborda o seu primeiro objectivo, a Paris-Roubaix, está fora de forma e termina trigésimo. O seus resultados e o seu moral progridem a partir da Tour de Hérault (19.º) e dos clássicos ardeneses. Obtém a sua primeira vitória do ano em maio, nos Quatro Dias de Dunquerque, onde ganha a primeira etapa em Valenciennes.
Teve novamente que renunciar a Bordéus-Paris para acompanhar Jacques Anquetil no Giro d'Italia. Ganha a oitava etapa. Anquetil toma uma primeira vez a camisola rosa à saída da décima sexta etapa. Perde-a durante a etapa seguinte, que Stablinski, com temperatura, termina fora de tempo. Anquetil já é acompanhado apenas por Lucien Aimar e Jean Milesi. Encontra o maillot rosa durante a vigésima etapa, depois perde-a novamente, molestado pelos espectadores italianos. Termina terceiro deste Giro, conseguido por Felice Gimondi.
Ainda que reticente porque prefere preparar para o campeonato da França, Jean Stablinski é convencido finalmente por Marcel Bidot a participar no Tour de France com a equipa da França. Os organizadores da Volta têm efectivamente reintroduzido as equipas nacionais, « a título experimental ».  No seio da equipa da França, Stablinski é o mais experiente e tem um papel de capitão. Tem que ajudar os líderes, Lucien Aimar e Raymond Poulidor, o que desgasta a Anquetil. É não obstante outro membro da equipa, Roger Pingeon, que se impõe depois se ter apoderado da camisola amarela em Jambes, na Bélgica. Stablinski, vencedor de etapa em Limoges, uma vez a vitória de Pingeon está assegurada, está considerado por Marcel Bidot como o « principal artífice » deste sucesso.
Após a volta dos critérios, Stablinski classifica-se nono do campeonato da França, o seu principal objectivo da temporada. Este campeonato está conseguido por Désiré Letort, descatalogado depois por dopagem. No campeonato do mundo, em Heerlen nos Países Baixos, a equipa da França é impotente em frente a Eddy Merckx, que tira o primeiro dos seus três títulos mundiais nos profissionais. Em setembro, Stablinski e Aimar têm um acidente da viação com o carro de Anquetil, que este último lhes pediu para conduzir. Anquetil, que não tem de seguro de todos os riscos, pedem-lhe uma compensação, mas à falta de obtê-lo, efectuam uma demanda à loja de electrodoméstico de Jean Stablinski, que não paga . Este incidente marca o final da colaboração entre ambos corredores. Ao finalizar no mês de novembro, Stablinski anuncia a sua saída da equipa Bic, para a equipa Mercier de Raymond Poulidor, com a possibilidade de suceder após um ano ao seu director Antonin Magne.

#### Final de carreira com Raymond Poulidor em 1968
Como a Bic no ano precedente, Jean Stablinski é aos 36 anos o melhor dos corredores da equipa Mercier. Obtém a sua primeira vitória do ano durante o inverno, no ciclocross de La Rochelle. Sofrendo de uma gripe, encontra-se em má forma durante várias semanas e abandona várias vezes. Em abril o seu primeiro objectivo da temporada é a Paris-Roubaix. Depois contribuí no percurso desta edição. Inquieto do desaparecimento de estradas empedradas, Jacques Goddet, à frente da organização da carreira, pede a Albert Bouvet para modificar o percurso. Com o fim de encontrar novos sectores de calçada, Bouvet solicita a Jeans Stablinski, que apresenta a trouée de Arenberg, que Goddet qualifica de « ordinário » à vista das primeiras fotos. Este caminho, que atravessa o bosque de Arenberg, figura no entanto pela primeira vez ao percurso durante esta edição de 1968. Depois torna-se o sector de pavés mais celebrado e um símbolo da Paris Roubaix. Durando a carreira, vencida por Eddy Merckx, Stablinski ajuda Poulidor a terminar sexto e toma o 24.º posto. Diz-se que a Paris-Roubaix é a mais dura que se tenha disputado. Novos dias mais tarde, ganha o grande Prêmio de Denain. Sem Anquetil, é livre de correr a Bordéus-Paris, o principal objectivo da sua última temporada. A corrida prevista em maio é adiada no entanto ao mês de setembro devido aos movimentos de Maio 68.
Em julho, Jean Stablinski participa no seu último Tour de France, novamente com a equipa da França, aos lados de Poulidor e Pingeon. Poulidor durante a décima quinta etapa, ferido à frente por um acidente com um motard. Jan Janssen é o primeiro neerlandês a conseguir o Tour de France. O melhor corredor da equipa da França é Pingeon, quinto. A carreira desta equipa é marcada no entanto pela exclusão de José Samyn e de Jean Stablinski, controlados positivos às anfetaminas. Tanto um como o outro emitem dúvidas deste resultado e se estimam vítimas de uma injustiça : « Não me estou dopando. As pessoas não entendem nada. Eu sou o primeiro », diz Stablinski, que acrescenta : «Esta não é a altura de fazer estoirar um escândalo após o drama de Poulidor,  mas cedo limparei os nomes [dos dopados impunes]. Conheço corredores que têm utilizado estimulantes a base de anfetaminas como a trinitrine, submetido a controles cujo resultado se revelou da minha grande surpresa negativo ».
Suspenso um mês, retoma a competição em agosto, durante os critérios, com o fim de preparar a Bordéus-Paris. É não obstante vítima de um acidente da viação ao finalizar o mês. Sofrendo de uma fractura na canela, tem que renunciar à carreira que sonhava de conseguir. Disputa a sua última carreira, um critério em Aulnay-sous-Bois, em 30 novembro  de .

#### Carreira de director desportivo
Durante sua última corrida, Jean Stablinski leva ainda o maillot Mercier mas é comprometido já com outros patrocinadores para fundar uma nova equipa. Algum tempo mais temporão, tinha aprendido que Antonin Magne desejava ficar à frente da equipa Mercier e se viu propor um prolongamento de um ano como corredor. No salão da ciclo em Paris, encontra os irmãos Lejeune, à frente da marca de bicicletas com o seu nome, e que acabam de perder o principal patrocinador da equipa ciclista que proporcionam, Pelforth. Estão interessados com a ideia de criar uma equipa juntos com Stablinski e encontrar um patrocinador contactando o diretor geral da Sonolor, fabricante de equipamentos de rádio e de televisão, André Bazin, que corre às vezes com ele. A equipa Sonolor-Lejeune é assim criada. Lucien Van Impe e Bernard Hinault fizeram parte desta.
Instala-se também como vendedor e reparador de bicicletas, rua de Quesnoy em Valenciennes. Ele tenta as bicicletas, que levam o seu nome, para perto da fábrica de bicicletas Delcroix em Saint-Amand-les-Eaux.ref>Lucien Beauduin, Le vélo à Saint-Amand-les-Eaux, L'Historial amandinois, 16 avril 2012.</ref>

## Característica

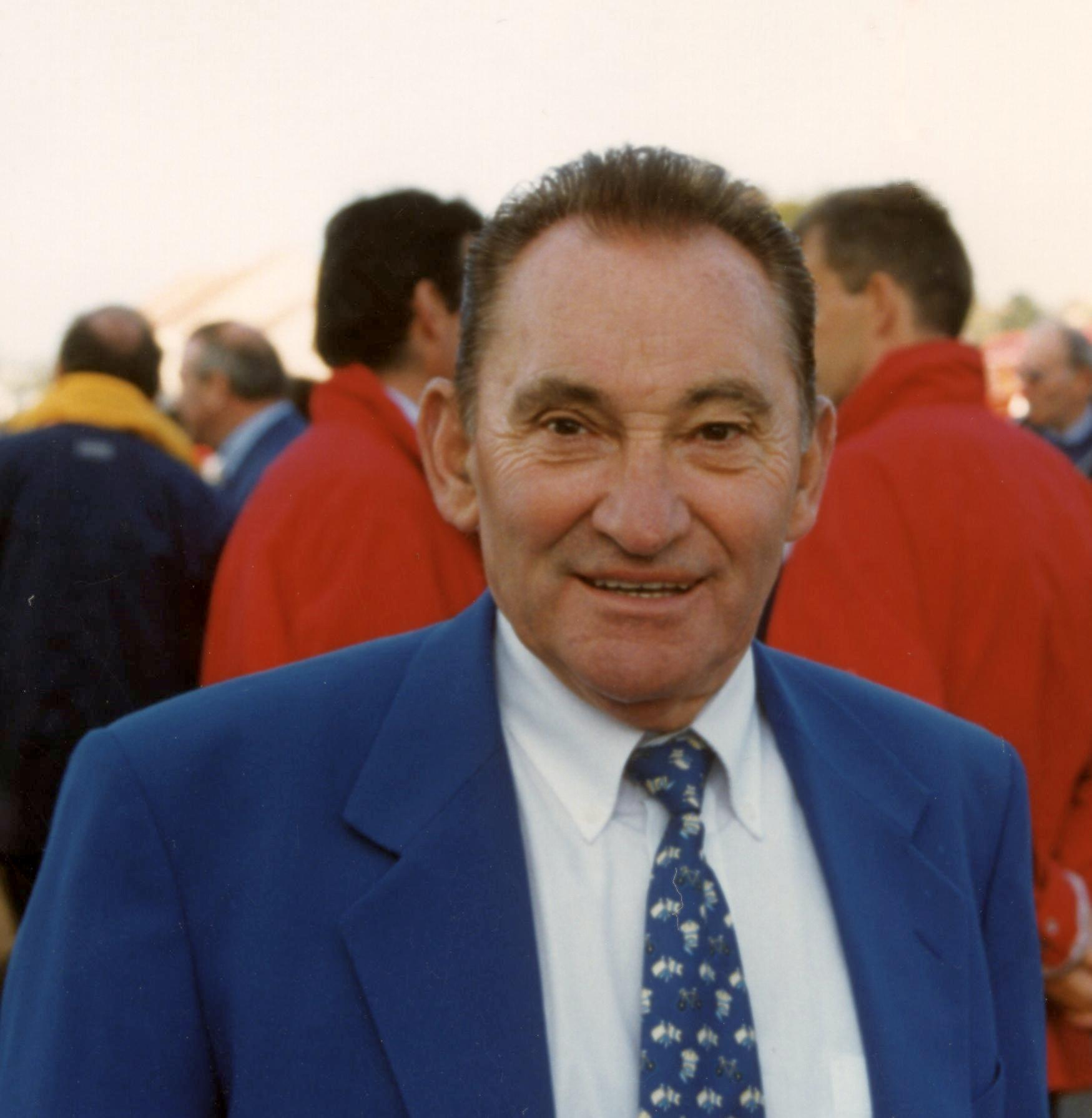
Jean Stablinski no Paris-Tours de 1997

Nos pelotões, estava apelidado « o sorcier » ou « o zorro » por causa da sua ciência da corrida. A duas recuperações, foi suspenso por não respeitar as regras anti-dopagem : um mês para uma conclusão de carência para os campeonatos mundiais de 1966 (não se apresentou em bom lugar). e deu positivo no controle às anfetaminas durante o Tour de France de 1968. Em 1962, reconhecia por outro lado ter feito recurso à dopagem durante o grande Prêmio das Nações de 1954 na qual terminou 12.º.
Em 7 abril  de  2008, uma placa é inaugurada na trouée de Wallers-Arenberg com o fim de render-lhe homenagem. Foi Jean Stablinski que propôs aos organizadores da corrida Paris Roubaix o sector pavé da Trouée de Arenberg. Esta placa está realizada em pedra de Soignies e elaborada pelo escultor Michel Karpovitch.

## Palmarés

### Por ano
| - 1952 - - 3.º e 10.ª etapas da Corrida da Paz - 1.ª e 5.ª etapa da Volta à Bélgica Independentes - 3.º da Corrida da Paz - 3.º da Volta à Bélgica Independentes - 1953 - Campeão da França militar - 1.ª etapa da Volta do Oeste - 1.ª etapa da Volta manchega - 5.ª etapa da Volta a Alsacia-Lorraine - 2.º da Volta de Loiret - 3.º da Volta manchega - 7.º de Bordéus-Paris - 1954 - Paris-Bourges - 1955 - Paris-Valenciannes - 1956 - Volta das províncias do Sudeste : - Classificação geral - 1.ª e 7.ºa etapas - 3.º do Grande Prêmio de Saint-Raphaël - 6.º de Bordéus-Paris - 1957 - Tour de l'Oise - Grande Prêmio de Fourmies - 12.ª etapa do Tour de France - 3.ª etapa da Volta do Sudeste - 3.º dos Quatro Dias de Dunquerque - 1958 : - Volta a Espanha - Classificação geral - 5.ºa (contrarrelógio por equipas) e 8.ª etapas - 10.º de Milão-Sanremo - 1959 - 3.º do grande Prêmio de Denain - 3.º da Volta de Champán - 1960 - Campeão da França em estrada - Génova Niza - Grande Prêmio de Orchies - Circuito do Aulne - 13.ª etapa do Giro d'Italia - 1.ª etapa das Quatro Dias de Dunquerque - 2.º dos Quatro Dias de Dunquerque - 1961 - - 7.ª etapa do Tour de France - 4.ª etapa das Quatro Dias de Dunquerque - 2.ºa etapa da Volta de Var - 2.º do campeonato da França em estrada - 2.º do Bol d'Or dos Monédières - 3.º da Volta a Sardenha - 6.º do campeonato do mundo em estrada | - 1962 - Campeão do mundo em estrada - Campeão da França em estrada - 5.º (contrarrelógio por equipas) e 11.ª etapas da Volta a Espanha - 14.ª etapa do Tour de France - Três cidades sœurs - 2.º do Critérium dos Ases - 6.º da Volta a Espanha - 1963 - Campeão da França em estrada - Paris Bruxelas - 10.ª etapa da Volta a Espanha - 4.ª etapa do Critérium du Dauphiné libéré - 2.º do Bol d'Or dos Monédières - 3.º do Grande Prêmio de Frankfurt - 3.º da Roda de Ouro em Daumesnil (com André Darrigade) - 7.º de Paris-Nice - 9.º do campeonato do mundo em estrada - 9.º da Volta a Espanha - 1964 - Campeão da França em estrada - Bol d'Or dos Monédières - Circuito das fronteiras - 21.ª etapa do Tour de France - 2.º de Bordeús-Paris - 2.º de Paris-Luxemburgo - 2.º do Circuito do Aulne - 7.º de Paris-Roubaix - 9.º do campeonato do mundo em estrada - 1965 - Troféu Baracchi (com Jacques Anquetil) - Volta à Bélgica - Paris-Luxemburgo : - Classificação geral - 3.ª etapa - Volta de Picardia : - Classificação geral - 1.ª etapa - Grande Prêmio do Cantão de Argovie - Grande Prêmio de Frankfurt - 4.ª etapa do Grande Prêmio de Midi Livre - 2.º de Bordeús-Paris - 2.º do Grande Prêmio de Midi Livre - 3.º da Giro de Lombardia - 5.º da Volta à Flandres - 10.º do campeonato do mundo em estrada - 1966 - Amstel Gold Race - Grande Prêmio de Isbergues - 4.ª etapa da Volta da Sardenha - 2.º do Campeonato da França de Ciclismo em Estrada campeonato da França em estrada - 5.º do campeonato do mundo em estrada - 1967 - - 1.ª etapa das Quatro Dias de Dunquerque - 19.ª etapa do Tour de France - 8.ª etapa do Giro d'Italia - 1968 - grande Prêmio de Denain |

### Resultados nas grandes voltas

#### Tour de France
Jean Stablinski participou em doze Volta a França de 1954 a 1968 : duas vezes com a equipa regional Nordeste Centro, seis vez com a equipa da França, três vez com a equipa Saint-Raphaël e uma vez com Ford France. Obteve o seu melhor lugar à classificação geral em 1962 (30.º) e foi o vencedor de cinco etapas. Foi sete vez colega do vencedor da Volta : durante as cinco vitórias de Jacques Anquetil, em 1957 e de 1961 a 1964, e durante as vitórias de Lucien Aimar em 1966 e de Roger Pingeon em 1967.
Jean Stablinski fez parte das maiores separações entre a primeira e a última vitória de etapa com mais de dez anos.
- 1954 : abandono (21.ºa etapa)
- 1955 : 35.º
- 1957 : 43.º, vencedor da 12.ª etapa
- 1958 : 68.º
- 1959 : fora de prazo (13.ª etapa)
- 1961 : 42.º, vencedor da 7.ª etapa
- 1962 : 30.º, vencedor da 14.ª etapa
- 1963 : abandono (16.ª etapa)
- 1964 : 35.º, vencedor da 21.ª etapa
- 1966 : 61.º
- 1967 : 81.º, vencedor da 19.ª etapa
- 1968 : eliminado (15.ª etapa)

#### Giro d'Italia
4 participações
- 1959 : 72.º
- 1960 : 59.º, vencedor da 13.ª etapa
- 1966 : 41.º
- 1967 : fora de prazo (17.ª etapa), vencedor da 8.ª etapa

#### Volta a Espanha
- 1958 :  vencedor da classificação geral e da 5.ºa (contrarrelógio por equipas) e 8.ª etapas
- 1962 : 6.º, vencedor do 5.º (contrarrelógio por equipas) e 11.ª etapas
- 1963 : 9.º, vencedor da 10.ª etapa

## Distinções
Seu título de campeão do mundo de 1962 vale a Jean Stablinski uma Medalha da Academia dos desportos em 1962.
Em dezembro  de  1985, é nomeado cavaleiro na Ordem nacional do Mérito. Em 30 de março de 1997, é nomeado cavaleiro da Ordem Nacional da Legião de Honra pelo Presidente da República Jacques Chirac., ao mesmo tempo em que Jean-Marie Leblanc.